# Зейнаб аль-Марійя
Зейнаб аль-Марійя (прибл. ХІ-ХІІ століття) — адіба (літераторка) і поетеса, найімовірніше, народженою в Альмерії, Андалусія, Іспанія.
Серед андалузьких поетес вона залишила по собі чи не найменше подробиць про своє життя. Її прізвище вказує на те, що вона народилася в Альмерії, а відсутність відомого родоводу може свідчити про те, що вона була рабинею.
Її згадує вчений Ібн Абд аль-Малік аль-Марракуші, а це означає, що вона жила до його часу, можливо, в ХІ або ХІІ столітті, оскільки це був час економічного та культурного розквіту Альмерійської тайфи за часів правління Абу Ях'ї Мухаммеда аль-Мутасіма. Це робить Зайнаб аль-Марію сучасницею аль-Гассанії, ще однієї поетеси з Альмерії.
З її творчості залишився лише один вірш, куртуазний вірш про кохання:
Ти, що їдеш за своїм бажанням,

зачекай, і я розповім тобі, що я терплю.

Люди не сперечаються про любов, яку вони відчувають,

але моя пристрасть до них перевищує їхню власну.

Мені достатньо бачити мого коханого щасливим,

і заради його любові та його щастя

я буду йти вперед до кінця часів.